# Кимел (Индијана)
Кимел (енгл. Kimmell) насељено је место без административног статуса у америчкој савезној држави Индијана.

## Демографија
По попису из 2010. године број становника је 422.
| Група             | 2000.    | 2010.       |
| Белци             | 0 (0,0%) | 361 (85,5%) |
| Афроамериканци    | 0 (0,0%) | 2 (0,5%)    |
| Азијати           | 0 (0,0%) | 1 (0,2%)    |
| Хиспаноамериканци | 0 (0,0%) | 58 (13,7%)  |
| Укупно            | 0        | 422         |